# Hispano-Suiza 24Y et 24Z

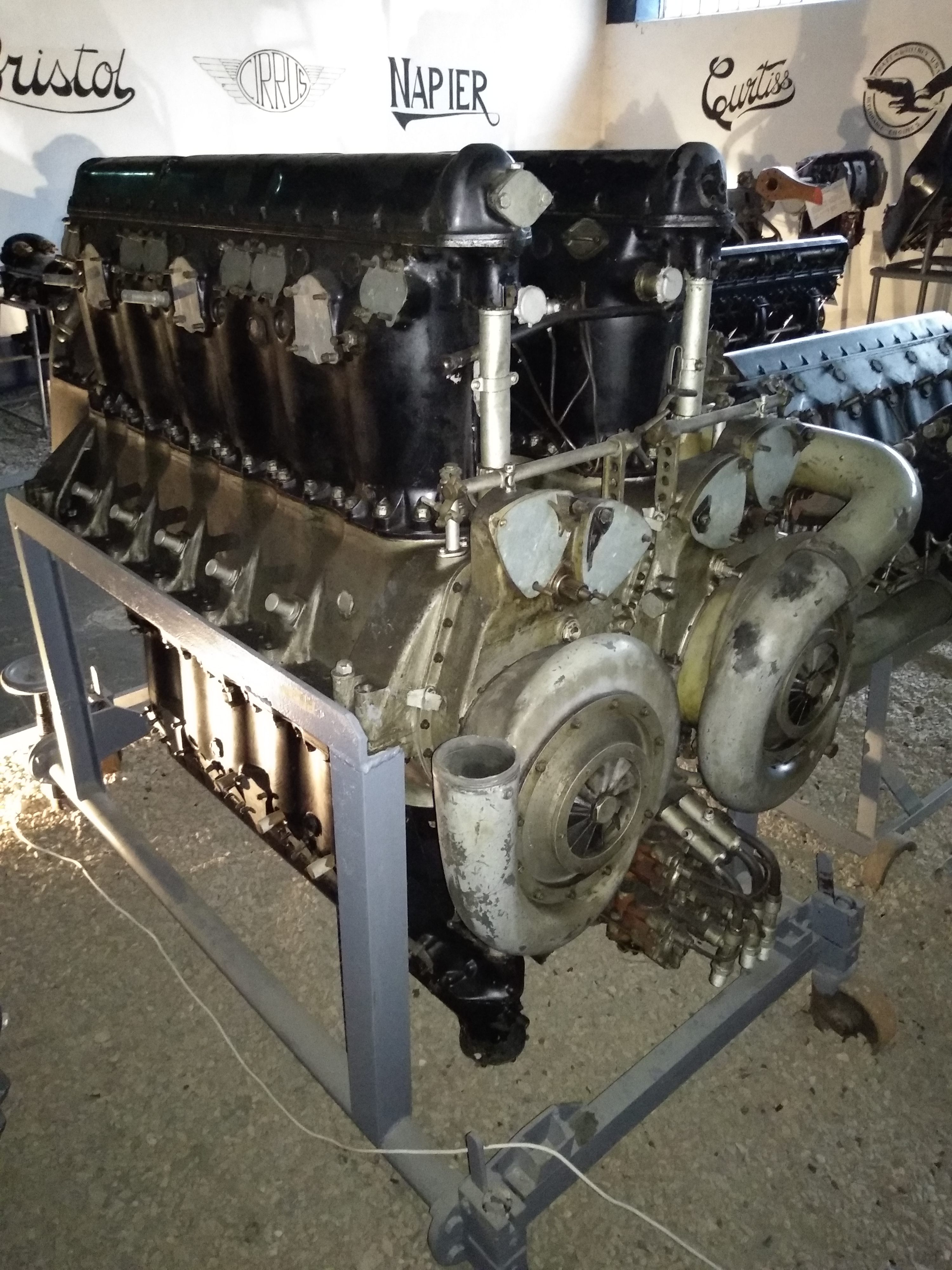
Exemplaire exposé en Pologne

Les moteurs Hispano-Suiza 24Y et 24Z sont des moteurs d'avion à 24 cylindres en « H », de 72 litres de cylindrée, développés en France par l'entreprise  Hispano-Suiza, respectivement à la fin des années 30 et pendant l'occupation. Ces moteurs sont restés à l'état de prototypes.

## Développement du 24Y (Type 82 et 90)
En 1936, le ministère de l'air lance un appel d'offres pour le développement d'un moteur d'avion d'une puissance de 2 000 chevaux, destiné à un hydravion à coque transatlantique. Hispano-Suiza produit déjà son 12Y, un V12 d'environ 1 000 chevaux, qui équipe les vaillants Morane-Saulnier MS.406 et Dewoitine D.520. L'entreprise décide de l'utiliser comme base pour développer un moteur à 24 cylindres. Néanmoins, elle n'adopte pas l'approche consistant à simplement assembler deux V12 sur un réducteur commun (comme pour le Allison V-3420 et le Daimler-Benz DB 606 quelques années plus tard). Le moteur conçu par Hispano-Suiza reprend beaucoup de pièces du 12Y (les cylindres sont individuellement identiques), mais totalement réarrangées. Les quatre rangées de six cylindres sont disposés en H. Le moteurs possède deux vilebrequins parallèles, et un réducteur commun. Contrairement aux moteurs en H développés par Napier (comme le Napier Sabre), le 24Y possède des cylindres verticaux (12 sont donc inversés, têtes de cylindres en bas). Le moteur est décliné en deux versions : le type 82 est conçu pour recevoir deux hélices contrarotatives et le type 90 une hélice unique. La suralimentation est assurée par deux compresseurs centrifuges (identiques à ceux du V12) actionnés chacun par l'un des vilebrequins, via un multiplicateur. 
Néanmoins, le programme s'arrête après la construction d'un prototype de chacune des deux versions : avec le déclenchement de la guerre, Hispano-Suiza reçoit l'ordre de consacrer la totalité de ses ressources à la production en masse du 12Y et au développement de son successeur, le 12Z. Tout autre projet est mis en suspens. Le prototype du type 90 a disparu, celui du Type 82 a été retrouvé après la guerre en Pologne, sans que les circonstances qui l'ont amené là ne soient vraiment claires. Il est exposé au Musée de l'aviation polonaise.

## Développement du 24Z (Type 95)
Le 24Z, dont le développement commence en 1943, est un moteur similaire au Type 90 (donc destiné à recevoir des hélices contrarotatives), mais utilisant cette fois les éléments du Hispano-Suiza 12Z. Il profite donc de toutes les améliorations apportées entre les deux générations du V12 français, notamment l'utilisation de quatre soupapes par cylindres, qui améliore l'efficacité volumique et permet d'augmenter le régime moteur. Il est conçu pour offrir jusqu'à 3600 chevaux. Le développement est mené dans l'établissement de Tarbes, qui, situé en zone libre, parvient à continuer ses travaux, bien que dans des conditions loin d'être optimales. Le moteur est testé après la guerre, mais n'est pas produit en série. Un prototype est exposé au Musée de l'Air et de l'Espace (Le Bourget).